# Setge de Malta (1565)
El setge de Malta (també conegut com a Gran setge de Malta) va tenir lloc el 1565 quan l'Imperi Otomà va envair l'Illa de Malta, aleshores ocupada pels cavallers de l'orde de Sant Joan.
El setge és considerat un dels més importants de la història militar, i des del punt de vista dels defensors, un dels més reeixits. Va ser el punt culminant d'una escalada d'enfrontaments entre els imperis espanyol i l'otomà pel control del Mediterrani.
L'escalada militar havia inclòs un atac previ sobre Malta el 1551 per part del corsari turc Turgut Reis, amb una important derrota de l'armada espanyola davant dels turcs en la batalla de Gerba el 1560.

## Antecedents

### Els cavallers de Malta
L'orde de Sant Joan de Jerusalem fou coneguda des de 1530 com a orde de Malta, ja que el 26 d'octubre d'aquell any, Philippe Villiers de L'Isle-Adam, gran mestre de l'orde, va arribar amb els seus cavallers al gran port de Malta, per tal de prendre possessió de l'illa, concedida per l'emperador Carles V del Sacre Imperi romanogermànic.
Set anys abans, a finals del 1522, els cavallers havien estat expulsats de la seva base de Rodes després d'un setge de sis mesos del soldà otomà Solimà I el Magnífic. Entre 1523 i 1530, els cavallers no van tenir cap base, fins que l'emperador els va oferir les illes de Malta i Gozzo a canvi d'un pagament simbòlic anual, consistent en un falcó, que s'enviaria al virrei de Sicília i una missa a celebrar el dia de Tots Sants. També se'ls va requerir patrullar Trípoli, plaça ubicada enmig de territori hostil, amb la qual cosa es pretenia mantenir sota control els corsaris de Barbaria, aliats dels otomans. Els cavallers van acceptar l'oferta, tot i que, comparada amb Rodes, Malta resultava una illa petita i desolada. Durant molt de temps, nombrosos alts càrrecs de l'orde van seguir buscant la possibilitat de reconquerir Rodes. De tota manera, l'orde aviat es va acomodar a Malta per tal d'utilitzar-la com a base d'operacions des d'on continuar atacant naus turques.

### Els atacs otomans
La posició de l'illa, al centre del Mediterrani, la convertia en una cruïlla de camins, entre Orient i Occident, de gran importància estratègica, especialment des de 1540, quan els corsaris àrabs van començar a operar en aigües del Mediterrani occidental, i atacaven amb freqüència les Illes Balears, terra que va donar grans mestres i d'on procedien molts cavallers. Un atac molt important va ser el de Turgut Reis, Dragut, a Pollença el 1550, en què els turcs van sortir derrotats. Cada 2 d'agost es commemora l'esdeveniment, al crit de l'avís que va donar l'heroi local Joan Mas:
Mare de Déu dels Àngels, assistiu-nos!
Pollencins, alçau-vos!
Perquè els pirates ja són aquí!
El corsari Turgut Reis representava, doncs, una important amenaça per a les nacions cristianes del Mediterrani central. No és estrany, doncs, que tingués continus enfrontaments amb l'orde. El 1551, Turgut i el seu almirall turc Sinan van decidir conquerir Malta i, per això, van envair l'illa amb uns 10.000 soldats. Als pocs dies, Turgut va aturar el setge i es va traslladar a la veïna illa de Gozo, on va bombardejar la ciutadella durant diverses jornades, fins que el governador dels cavallers de Gozo, Galatian de Sesse, va considerar que la resistència era inútil i va obrir les portes de la ciutadella. D'aquesta manera, el corsari turc va prendre com a ostatges la totalitat de la població, que era d'uns 5.000 habitants. Més tard, es dirigí a Trípoli, on expulsà els cavallers. En un primer moment, va convertir-se en governador local Aga Morat, però poc després ell mateix va prendre possessió de la ciutat.

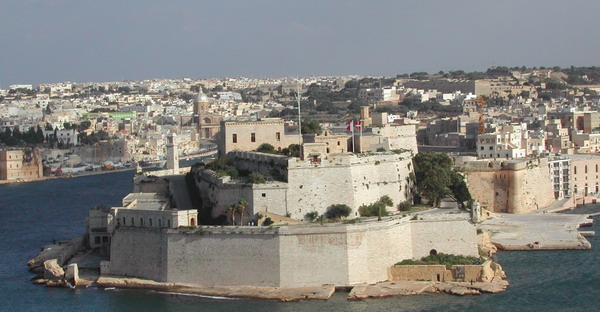
el fort de Sant Àngel, amb la ciutat de Birgu, la Vittoriosa, al darrere

Com que esperava una altra invasió otomana, el gran mestre Joan d'Homedes va ordenar el reforçament del fort de Sant Àngel a Birgu (avui Vittoriosa), després de la construcció de dos altres forts, el de Sant Miquel al promontori de Senglea i el de Sant Elm, al mont Sceberras (avui en dia, centre urbà de la Valetta), a peu de costa. Aquests dos forts es van construir en gairebé sis mesos l'any 1552, i els tres van demostrar ser d'una importància vital a l'hora de decantar el resultat del gran setge.
Els següents anys van ser notablement tranquils per a l'illa, tot i que les activitats corsàries entre turcs i cristians no van disminuir. El 1557, Jean Parisot de la Valette va ser escollit com a gran mestre de l'orde, i va continuar amb els atacs a embarcacions no cristianes. Les seves naus, sembla que van arribar a capturar uns 3.000 esclaus àrabs o jueus només en el període en què fou gran mestre.
Tanmateix, l'any 1559, Turgut era ja un problema de primer ordre per a les potències cristianes, i arribava fins i tot a atacar les costes occidentals d'Espanya. Això va provocar que Felip II organitzés una gran expedició naval amb l'objectiu de desallotjar el corsari de la seva base tripolitana. L'orde es va unir a l'expedició amb 54 naus i 14.000 soldats. La campanya va acabar en desastre quan a principis de maig del 1560 es va veure sorpresa per les forces de l'almirall Piyaje Pasha a prop de l'illa de Gerba. Els otomans van capturar la meitat de la flota, la qual cosa va marcar el clímax de la dominació otomana en aigües del Mediterrani.

### Cap al setge
Després de la batalla de Gerba, pocs dubtaven que els otomans tornessin a atacar Malta tard o d'hora. De fet, l'agost de 1560, Jean Parisot de la Valette va publicar una ordre destinada a tots els priorats de l'orde, en què es convidava els cavallers a estar preparats per presentar-se a Malta tan aviat com es publiqués una citazione ('citació'). Així, els turcs van cometre un gravíssim error estratègic en deixar passar l'oportunitat d'atacar l'illa quan la flota espanyola estava en un mal moment i no cinc anys després, en què Espanya va poder reconstruir la seva armada. Sense fer cas al perill, "la religió" va continuar cobrant-se peces entre les embarcacions comercials turques.
A mitjans de 1564, Mathurin Romegas, un dels mariners més notables de l'orde, va capturar un cert nombre de naus d'importància, entre les quals n'hi havia una propietat de l'eunuc major del serrall, i va prendre com a presoners persones importants, com ara el governador del Caire, el d'Alexandria i l'antiga tutora de la germana de Solimà. Els èxits corsaris de Romegas van donar als turcs un poderós casus belli i, a finals de 1564, Solimà va decidir prendre mesures per esborrar del mapa -ja els havia expulsat de Rodes-, d'una vegada per totes, els cavallers.

## Preparatius
A principis de 1565, el gran mestre de Valette va rebre informes dels seus espies a Constantinoble sobre una invasió que ja s'estava preparant. Ràpidament, es van prendre mesures oportunes i es va ordenar el reclutament de soldats a Itàlia, l'acumulació per accelerar els treballs de reparació i reestructuració en els forts de Sant Àngel, Sant Miquel i Sant Elm..

### Els exèrcits
L'armada turca, que sortí de Constantinoble a finals de març, era en aquell temps una de les més importants mai reunida des de l'antiguitat. Segons el registre de Giacomo Bosio, historiador oficial de l'orde, un dels més joves i detallats del setge, la flota estava composta per 193 naus, entre les quals es trobaven 131 galeres, 7 galiotes i 6 galiasses, a més d'altres naus destinades al transport i la logística. Diverses cartes del virrei de Sicília en dates en què va tenir lloc la batalla proporcionen nombres similars.
Una altra font destacable sobre les forces és el diari del setge del mercenari italoespanyol Francisco Balbi de Correggio:
| Cavallers hospitalers                             | Forces otomanes                         |
| ------------------------------------------------- | --------------------------------------- |
| 500 cavallers hospitalers                         | 6.000 espahís (cavalleria)              |
| 400 soldats espanyols                             | 500 sipahis de Caramania                |
| 800 soldats italians                              | 6.000 geníssers                         |
| 500 soldats de galeres                            | 400 aventurers de Mitilini              |
| 200 soldats grecs i sicilians                     | 2,500 sipahis de Rouania (Algèria)      |
| 100 soldats de la comandància de Sant Elm         | 3.500 aventurers de Rouania             |
| 100 servents dels cavallers hospitalers           | 4.000 "fanàtics religiosos"             |
| 500 esclaus de galeres                            | 6.000 voluntaris diversos               |
| 3.000 soldats reclutats entre la població maltesa | Corsaris diversos de Trípoli i Alger    |
| Total: 6.100                                      | Total: 28.500 d'Orient, 48.000 en total |

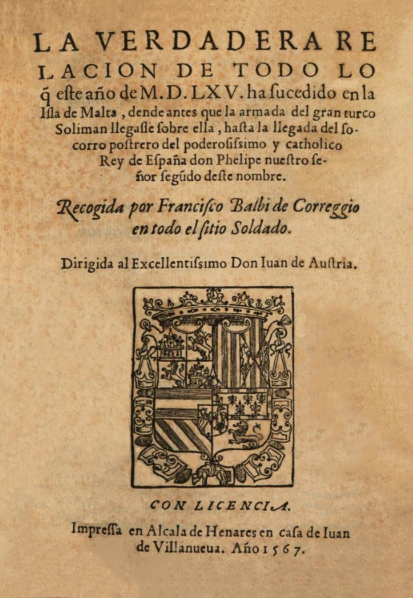
Francisco Balbi de Correggio (Alcalá de Henares, 1567).

Les xifres que dona Balbi no són del tot fiables. El cavaller Hipòlit Sans, en un registre menys conegut, també cita 48.000 invasors, tot i que no queda massa clar si la seva obra és gaire independent dels escrits de Balbi. Altres autors contemporanis donen xifres més reduïdes; el mateix Valette en una carta a Felip II el quart dia del setge explica que: "el nombre de soldats que van desembarcar eren entre 15 i 16.000 incloent 7.000 arcabussers entre els 3.000 geníssers i els 4.000 sipahis". Un mes després del setge, Jean de Valette escriu al prior d'Alemanya el següent: "aquesta flota consistiria en 250 naus, trirrems, birrems i altres vaixells; calculem que les forces de l'enemic estan en 40.000 guerrers"."
De fet, el capità Vincenzo Anastagi, enllaç amb Sicília, afirma que les forces enemigues només arribaven als 22.000. Per la seva part, Bosio en parla d'un total aproximat de 30.000, nombre similar als 28.500 detallats per Balbi. Una altra font primària cita també una xifra aproximada.
Ara bé, considerant la capacitat de les galeres del segle xvi, que acostumaven a poder transportar entre 70 i 150 soldats, sembla clar que les xifres de Balbi són un pèl exagerades, mentre que Anastagi, que intentava convèncer el virrei de Sicília d'una possible victòria en cas que aquest els ajudés enviant tropes, segurament va calcular a la baixa. Potser mai no arribarem a conèixer la veritable grandària de l'armada otomana, però tenint en compte que diversos historiadors ofereixen llistes específiques -encara que no idèntiques- totalitzant menys de 30.000 soldats (més uns 6.000 corsaris, que venien del Magrib), podem concloure que la xifra real no hauria d'allunyar-se massa d'aquesta estimació.
Per part dels defensors, els nombres de Balbi probablement calculin a la baixa, ja que dona una xifra de només 550 cavallers en l'illa, mentre que Bosio parla d'un total de 8.500 defensors. Encara que gran part d'aquests maltesos no tenien formació militar, la xifra de 550 hospitalers continua semblant improbable.
Finalment, és notable el fet que, entre els europeus, el setge de Malta sigui un dels més importants de l'edat moderna, mentre que per als turcs sembla tenir escassa importància. Aquesta diferència es pot explicar pel fet que el resultat del setge no va afectar en profunditat l'Imperi Otomà o pel fet que en van resultar perdedors.

### L'arribada dels otomans
L'armada turca va arribar el divendres 18 de maig, però no va desembarcar immediatament. No obstant això, la flota va navegar fins a la costa sud de l'illa, la va rodejar i finalment va ancorar en el port de Marsaxlokk (Marsa Sirocco), a prop de 10 quilòmetres del gran port. D'acord amb la majoria de narracions, en particular amb la de Balbi, es va produir una disputa entre el líder de les forces de terra, el visir Kızılahmedli Mustafà Paixà, i el comandant suprem naval, Piyale Pasha, sobre on s'havia d'ancorar la flota. Piyale desitjava refugiar-la en la badia Marsamxett, just al nord del gran port, per evitar el sirocco i la proximitat de l'acció, però Mustafà discrepava, perquè per ancorar la flota es requeria neutralitzar primer el fort de Sant Elm, que protegia l'entrada al port. Mustafà va intentar atacar la desprotegida vella capital, Mdina, que estava en el centre de l'illa; després va atacar els forts dels Sants Àngel i Miquel per terra, de manera que un atac sobre el fort de Sant Elm hauria estat totalment innecessari. Però Mustafà es va entretenir, segons sembla perquè pensava que serien necessaris pocs dies per a destruir Sant Elm; així doncs, després d'haver col·locat els canons, va començar a bombardejar-la a finals de maig.

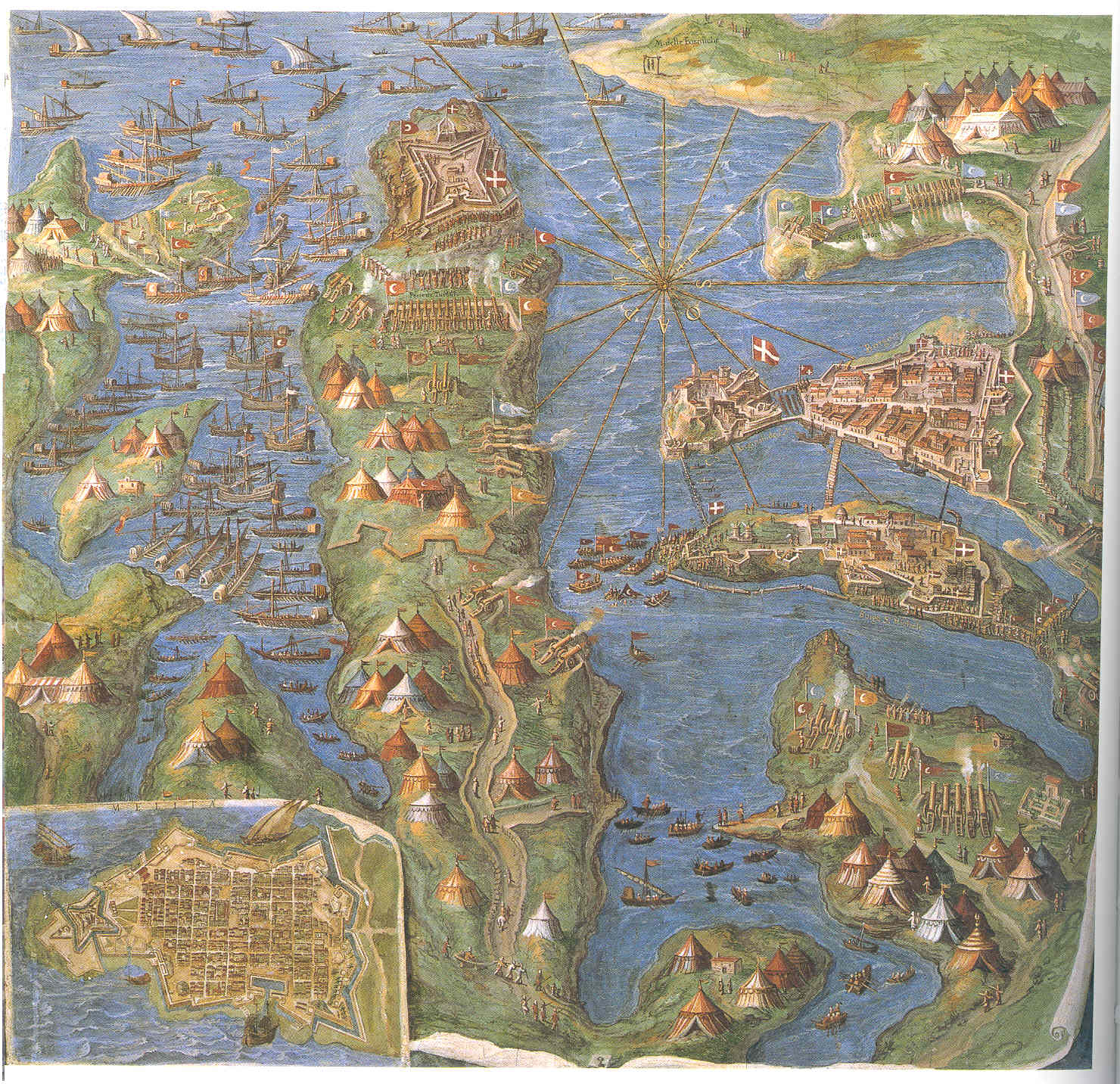
El setge de Malta. Al final de la península que forma el mont Sceberras, ocupat per l'artilleria turca, es troba el fort de Sant Elm, on encara resistien els cavallers de Malta. A
l'altre costat del gran port es pot veure Birgu i Sant Angel, rodejat des de tots els punts excepte per Senglea i Sant Miquel, unit per un pontó que també fou fortament atacat des de Sceberras i des del mar, on una palissada marítima el protegia de la flota turca, que, plena de geníssers, el 15 de juliol, es va enfonsar pels trets rebuts des de Sant Àngel. A sota a l'esquerra, es mostra un imatge de la Valetta -allà anomenada Melita, Malta en llatí- coronada per Sant Elm

Sembla probable que Solimà s'equivoqués seriosament en repartir el comandament entre tres caps, no sols entre Piyale i Mustafà, sinó en ordenar als dos obeir Turgut Reis quan aquest arribés de Tripoli. Cartes contemporànies d'espies a Constantinoble suggereixen que el pla sempre havia estat prendre primer el fort de Sant Elm. En qualsevol cas, queda clar que per als turcs va ser un error vital el fet de centrar-hi els seus esforços.

## El setge

### Combats pel fort de Sant Elm
El fort de Sant Elm estava defensat per un nombre aproximat de 100 cavallers i 500 soldats, però Jean de la Valette els havia ordenat lluitar fins al final, i que intentessin aguantar fins que arribessin els reforços promesos per don Garcia, Virrei de Sicília. El continu bombardeig provinent de tres desenes de canons situats sobre el mont Sciberras va reduir el fort a ruïnes en menys d'una setmana, però de Valette evacuava els ferits i subministrava provisions al fort de nit pel port. Però el 8 de juny els cavallers, que es trobaven al límit del motí, van enviar un missatge al gran mestre en què demanaven permís per realitzar una sortida i poder morir espasa en mà. La resposta de la Valette va ser pagar als soldats i enviar una comissió pel port a investigar l'estat del fort. Quan els comissionats van donar una opinió dividida, de la Valette va dir que podria enviar relleus si els cavallers tenien por de morir de la forma que els havia ordenat.
Per bé que avergonyida, la guarnició es va mantenir, i va rebutjar nombrosos assalts de l'enemic. Turgut Reis finalment va interrompre el trànsit pel port i, el 23 de juny, els turcs van ser capaços de prendre el que quedava del fort de Sant Elm, i van matar tots els defensors excepte nou cavallers que van ser capturats pels corsaris i uns pocs que van aconseguir escapar. El mateix Turgut va morir sense assaborir la victòria. Va ser mortalment ferit el 17 de juny per una canonada que, des del fort de Sant Àngel, va impactar en la seva plana de comandament. Encara que els turcs van triomfar en el seu objectiu, i la flota de Piyale va ser immediatament ancorada a Marsamxett, el setge al fort de Sant Elm els havia costat 4.000 soldats, incloent-hi la meitat de les seves tropes d'elit, els geníssers. En aquest sentit va ser una victòria pírrica, tant pel nombre de soldats perduts com pel temps esmerçat -aproximadament un mes- quan el comandament turc havia calculat només 3 o 4 dies, la qual cosa va marcar una diferència important, però no va detenir Mustafà.

### Primer gran assalt
Les notícies del setge s'estaven propagant. Tan aviat com soldats i aventurers es van reunir a Sicília per al reforç de don Garcia, el pànic també es va propalar. Hi havia pocs dubtes que s'estava preparant quelcom important a Malta i el que d'allà sortís, podria decidir la pugna entre l'Imperi Otomà i l'Europa cristiana.
| «                       | De prevaldre el turc contra l'illa de Malta és incert quins futurs perills esperen a la cristiandat. | » |
| — Isabel I d'Anglaterra | |   |

Totes les fonts contemporànies indiquen que els turcs van intentar accedir a la fortalesa de la Goletta i netejar-la d'espanyols, i Solimà havia parlat d'envair Europa a través d'Itàlia.
Encara que don Garcia no acabava d'enviar d'una vegada el promès reforç (les tropes encara estaven en plena lleva), va ser persuadit d'enviar una avançada d'uns 600 guerrers. Després d'alguns intents, aquest piccolo soccorso va aconseguir desembarcar a Malta a primers de juliol i introduir-se a Birgu, amb la qual cosa es va elevar extraordinàriament la moral dels assetjats.
El 15 de juliol, Mustafà va ordenar un doble atac contra la península de Senglea. Havia traslladat 100 petites embarcacions pel mont Sciberras fins al gran port, amb la intenció de llançar un atac amfibi contra el promontori, mentre que els corsaris atacaven el fort de San Miquel al final de la llengua de terra. Afortunadament per als maltesos, un desertor del bàndol turc va alertar de Valette sobre la imminent operació i el gran mestre va tenir temps de construir una palissada al promontori Senglea que va ajudar decisivament a rebutjar l'atac. Però, l'atac podria haver triomfat si algunes de les naus turques no s'haguessin posat a l'abast d'una bateria a nivell del mar que havia estat construïda pel comandament de Guiral en la base del fort de Sant Àngel. Amb unes poques canonades, van enfonsar les embarcacions i van ofegar molts dels atacants. Al mateix temps, l'atac per terra va fallar quan tropes cristianes de reforç van aconseguir creuar des del fort de Sant Miquel per un pont flotant, amb el resultat que Malta es va salvar, almenys en aquell moment.

### El segon gran assalt turc
Mentrestant, els turcs havien rodejat Birgut i Senglea amb 65 canons de setge i la ciutat era objecte del que probablement va ser el bombardeig sostingut més dur que s'havia produït en la història fins aquell moment (Balbi assegura que 130.000 boles de canó van sortir disparades en el curs del setge). En haver-se destruït prou un dels bastions claus de la ciutat, Mustafà va ordenar un altre massiu assalt doble el 7 d'agost, aquesta vegada contra el fort de Sant Miquel i la mateixa Birgu. En aquesta ocasió, els turcs van travessar les muralles de la ciutat i semblava que el setge havia conclòs, però inesperadament els invasors van retrocedir. S'esdevingué que el comandant de cavalleria, capita Vincenzo Anastagi, en la seva sortida diària des de Mdina, havia atacat el desprotegit hospital de camp turc, i havia massacrat malalts i ferits. Els turcs, en pensar que es tractava dels reforços cristians de Sicília, van interrompre l'atac.

### Últim gran assalt turc

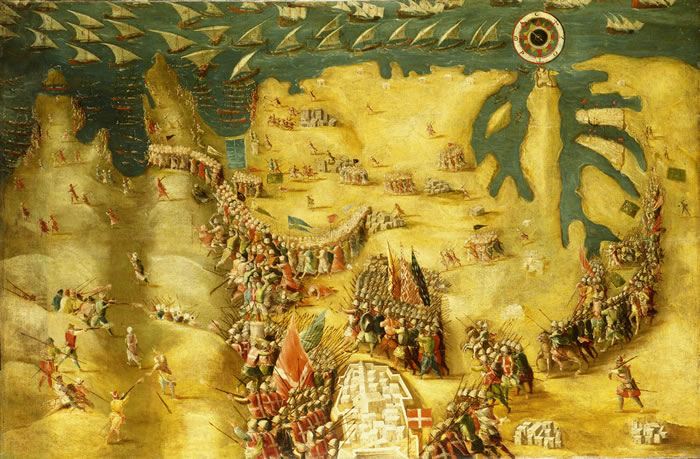
El setge de Malta. Fugida dels turcs segons Matteo Perez d'Aleccio. Els frescos d'Aleccio constitueixen una font primària sobre alguns punts del setge, però sobretot de la vestimenta i les armes dels dos exèrcits

Després de l'atac del 7 d'agost, els turcs van continuar el seu bombardeig de Sant Miquel i Birgu, i endegaren un últim assalt massiu contra la ciutat entre el 19 i el 21 d'agost. El que va succeir durant aquests dies d'intensa lluita no està del tot clar. Bradford (en el clímax del setge) parla d'una mina turca obrint-se pas cap a les muralles de la ciutat i el gran mestre salvant la situació corrent cap a l'escletxa. Balbi, a l'entrada del seu diari del 20 d'agost, diu només que de Valette va ser advertit que els turcs s'havien internat en les muralles; el gran mestre va córrer vers "el lloc amenaçat on la seva presència va sorprendre els treballadors. Espasa en mà, va romandre en el punt més perillós fins que els turcs es van retirar". Bosio no esmenta l'èxit de cap detonació, però el pànic aflora quan els habitants de la ciutat albiraren els estendards turcs darrere les muralles; el gran mestre corre cap allà però no troba turcs. Mentrestant, un canoner a dalt del fort de Sant Angel, assaltat pel pànic, mata nombrosos habitants amb "foc amic".
Però, pel que sembla, la situació devia ser força desesperada quan el Consell d'Ancians, en algun moment del mes d'agost, decidí d'abandonar la ciutat i retirar-se al fort de Sant Àngel. De Valette, vista aquesta proposta, no anava errat si intuïa que els turcs estaven perdent el seu ímpetu.

### Últimes temptatives i retirada turca
Encara que va continuar el bombardeig i els assalts menors, els invasors es consumien en la desesperació. Cap a finals d'agost, els turcs van intentar prendre el fort de Sant Miquel, primer amb l'ajuda d'una manta, una petita màquina de setge coberta amb escuts, després amb una autèntica torre de setge. En ambdós casos, els enginyers maltesos van construir un túnel entre les ruïnes i van destruir les construccions amb precises salves de boles de cadenes disparades des dels canons.
A principis de setembre, el temps estava canviant i Mustafà va ordenar una marxa sobre Mdina, per intentar passar l'hivern allà. Però, en aquells moments, les seves tropes ja no estaven preparades per a un altre assalt i l'atac va ser cancel·lat. Al voltant del 8 de setembre, la festivitat del naixement de la Verge, els turcs havien embarcat la seva artilleria i es preparaven per deixar l'illa; havien perdut potser un terç dels seus soldats a causa dels combats i les malalties.
El dia anterior, de tota manera, don Garcia havia desembarcat amb 8.000 soldats a la badia de Sant Pau, a l'extrem nord de l'illa. Un cop més, es van enfrontar amb els abatuts turcs l'11 de setembre, i després d'això els invasors supervivents van fugir molt ràpidament.

## Les conseqüències

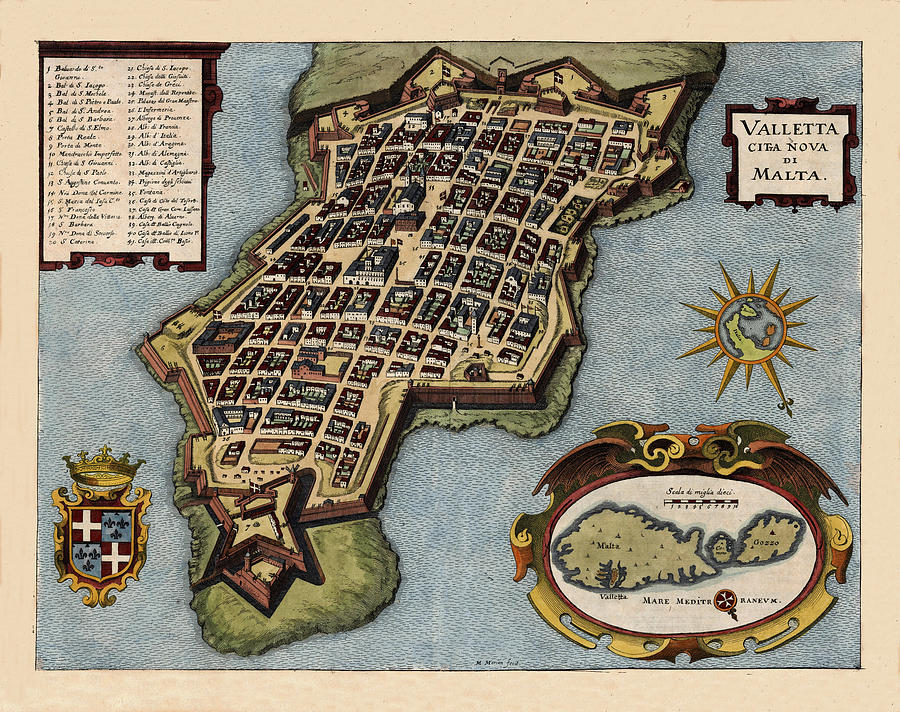
Reproducció del mapa de la Valetta de Matthäus Merian (1680). Destaca Sant Elm, amb forma d'estrella i l'ordenació en quadricula dels carrers. Es va planificar des de zero per ser el centre d'operacions de l'orde, amb una església per a cada una de les set llengües i fortificada de tal manera que resultés pràcticament inexpugnable, protegint l'accés al gran port (a l'esquerra de la península) i la badia de Marsamxett

El nombre de baixes és tan controvertit com el nombre d'invasors. Balbi ens dona una xifra de 35.000 turcs morts, que sembla poc plausible, Bosio 30.000. Altres fonts ens donen aproximadament 25.000. Malta hauria perdut un terç dels seus cavallers i un terç dels seus habitants. Birgu i Senglea haurien estat especialment arrasats. Però des d'Europa no es va passar per alt l'heroica defensa dels cavallers, i ben aviat els diners van començar a arribar a l'illa, la qual cosa permeté a de Valetta la construcció d'una ciutat fortificada, la Valetta, en el mont Sciberras, que va ser dissenyada perquè els turcs mai poguessin ocupar la posició de nou.
El setge de Malta va suposar un fre a l'apogeu otomà en el Mediterrani i va permetre a l'Europa cristiana, especialment als Habsburg, frenar l'avanç de Solimà cap a l'oest, que havia aixecat el setge a Viena el 1562, i que aquests s'haguessin d'acontentar amb el control d'Hongria. La guerra entre la creu i la mitja lluna continuaria en el Mediterrani sense un resultat clar, si bé després de la victòria de Lepant, semblava que els turcs podien perdre l'hegemonia en el Mediterrani oriental, la qual cosa, però, no va arribar a passar.
L'equilibri de poder va romandre més o menys inalterat, però va caure el mite de la invencibilitat turca i els cristians es van treure del damunt el complex d'inferioritat que tenien davant l'unificat i poderós Imperi de la mitja lluna.

## El lloc en la ficció històrica recent
Els autors moderns han intentat capturar la desesperació i la ferocitat del setge amb diferents resultats.
- Angels in Iron, de Nicholas C. Prata, és fidel a la narrativa històrica i explica la història des d'un punt de vista diferent al catòlic. Ironfire (l'edició britànica anomenada The Sword and the Scimitar) de David Ball s'apropa des d'un punt de vista molt menys comprensiu als cavallers catòlics de Sant Joan i manté una explicació molt més romàntica.
- També hi ha una referència al setge de Malta en el videojoc Age of Empires III, en què Morgan Black, suposadament un dels cavallers de Sant Joan, combat contra els otomans i posteriorment viatja al Nou Món per combatre allà contra altres enemics. Els seus nets i besnets continuen la trama posteriorment.
- La novel·la The Religion de Tim Willocks explica la història del setge a través dels ulls d'un mercenari fictici anomenat Mattias Tannhauser, que es troba a Malta lluitant (en aquest moment) junt als cavallers (anomenats principalment The Religion), mentre intenta localitzar el fill bastard d'una noble maltesa. En aquest intent, el seu oponent és un alt membre de la Inquisició. La historia, que per a alguns pot ser espantosa, per a uns altres és simplement realista, i presenta un realista retrat dels dos bàndols del conflicte sense romanticisme ni asèpsia del contingut per al consum modern.